# Praktdunbena
Praktdunbena (Eriocnemis mirabilis) är en fågel i familjen kolibrier.

## Utseende och läte
Praktdunbenan är en 8 cm spektakulärt mångfärgad kolibri med rätt kort, svart stjärt. Hanen är glittrande grön på panna och strupe, i övrigt glansigt mörkgrön. Buken glittrar i blått, undre stjärttäckarna i rött och koppar eller guldgult. Runt de skära benen syns mycket stora vita dunpuffar, kantade av kanelbrunt. Den kluvna stjärten är bronsfärgad ovantill, mer åt koppar eller guld undertill.
Honan är mycket annrolunda tecknad än hanen. Ovansidan och sidan är glänsande mörkgröna. Mitt på strupen syns vitt och även undersidan är vit, med gröna fläckar, på buk, flanker och undergump istället otydligt glittrande rödaktiga, guldgula och blåaktiga fläckar. Stjärten är bronsgrön med svartaktig spets. Även honan har de vita dunpuffarna kring benen, men dessa är mycket mindre. Lätet är ett upprepat "tsip, tsip, tsip".

## Utbredning och status
Fågeln förekommer i västra Andernas västsluttning i Cauca i sydvästra Colombia. IUCN kategoriserar arten som starkt hotad.

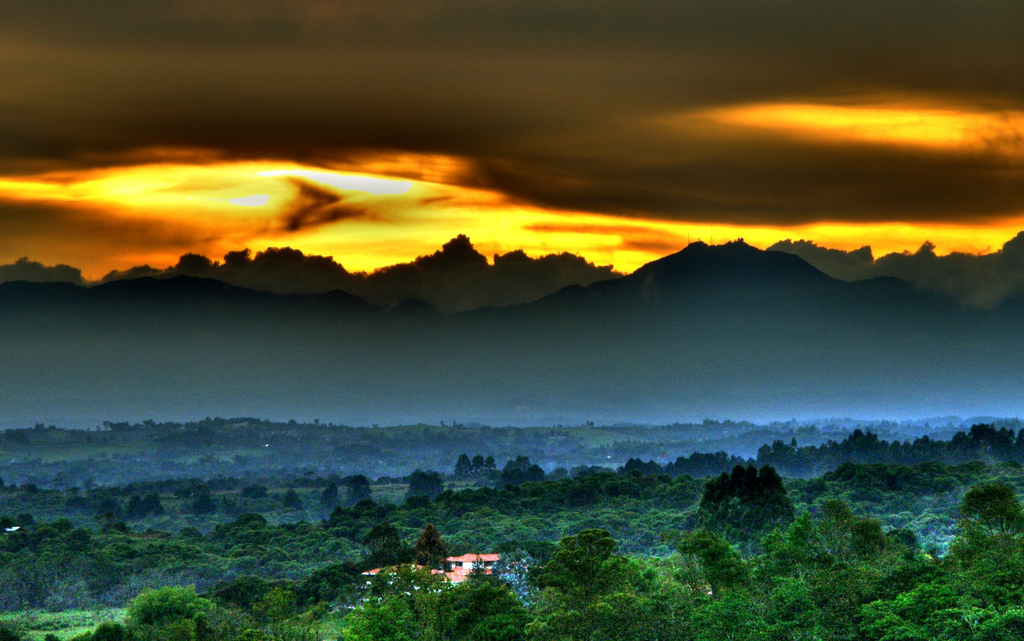
Cerra do Munchique är ett av områdena där praktdunbenan har hittats.